# 奥地利受害者理论
奥地利受害者理论是一種主張，即所有奥地利人，包括阿道夫·希特勒的拥趸，都是受纳粹政权逼迫的受害者，因此不用为纳粹罪行承担责任。1938年的德奧合併是納粹德國对奥地利的军事侵略。奥地利的独立国家地位就此被打断，因此，擺脫納粹德國統治後的奥地利不能也不应该为纳粹的罪行承担任何责任。奥地利人在同盟國軍事佔領奧地利以及奥地利第二共和国时期形成了这个理论。